# Zeta Virginis
Zeta Virginis (ζ Vir, Heze) – gwiazda w gwiazdozbiorze Panny. Jest odległa od Słońca o około 74 lata świetlne.

## Nazwa
Gwiazda ta ma nazwę własną Heze, która pojawia się w atlasie Bečvářa. Międzynarodowa Unia Astronomiczna w 2018 roku formalnie zatwierdziła użycie nazwy Heze dla określenia tej gwiazdy.
W chińskiej astronomii jest to druga gwiazda asteryzmu Rogu, chiń. 角宿二; pinyin Jiǎosuèr.

## Charakterystyka
Zeta Virginis to biała gwiazda ciągu głównego, należąca do typu widmowego A. Ma ona temperaturę 8400 K i jest 18 razy jaśniejsza niż Słońce. Ma masę 1,9 razy większą od Słońca, promień dwukrotnie większy i powstała około pół miliarda lat temu. Nie zaobserwowano wokół niej dysku pyłowego, ale wyróżnia ją duża prędkość obrotu, 222 km/s na równiku, co odpowiada pełnemu obrotowi w ciągu pół doby. Znajduje się bardzo blisko równika niebieskiego; poruszając się na południe przekroczyła równik w lutym 1883 roku.
Gwiazda ma towarzyszkę o małej masie, czerwonego karła należącego do typu widmowego M4–M7. Masa tej gwiazdy to około 0,17 M☉.